# Стин, Александр
Алекса́ндр Ле́ннарт Стин (швед. Alexander Lennart Steen; 1 марта 1984, Виннипег, Манитоба, Канада) — бывший шведский хоккеист, левый нападающий. Обладатель Кубка Стэнли 2019 года.

## Карьера

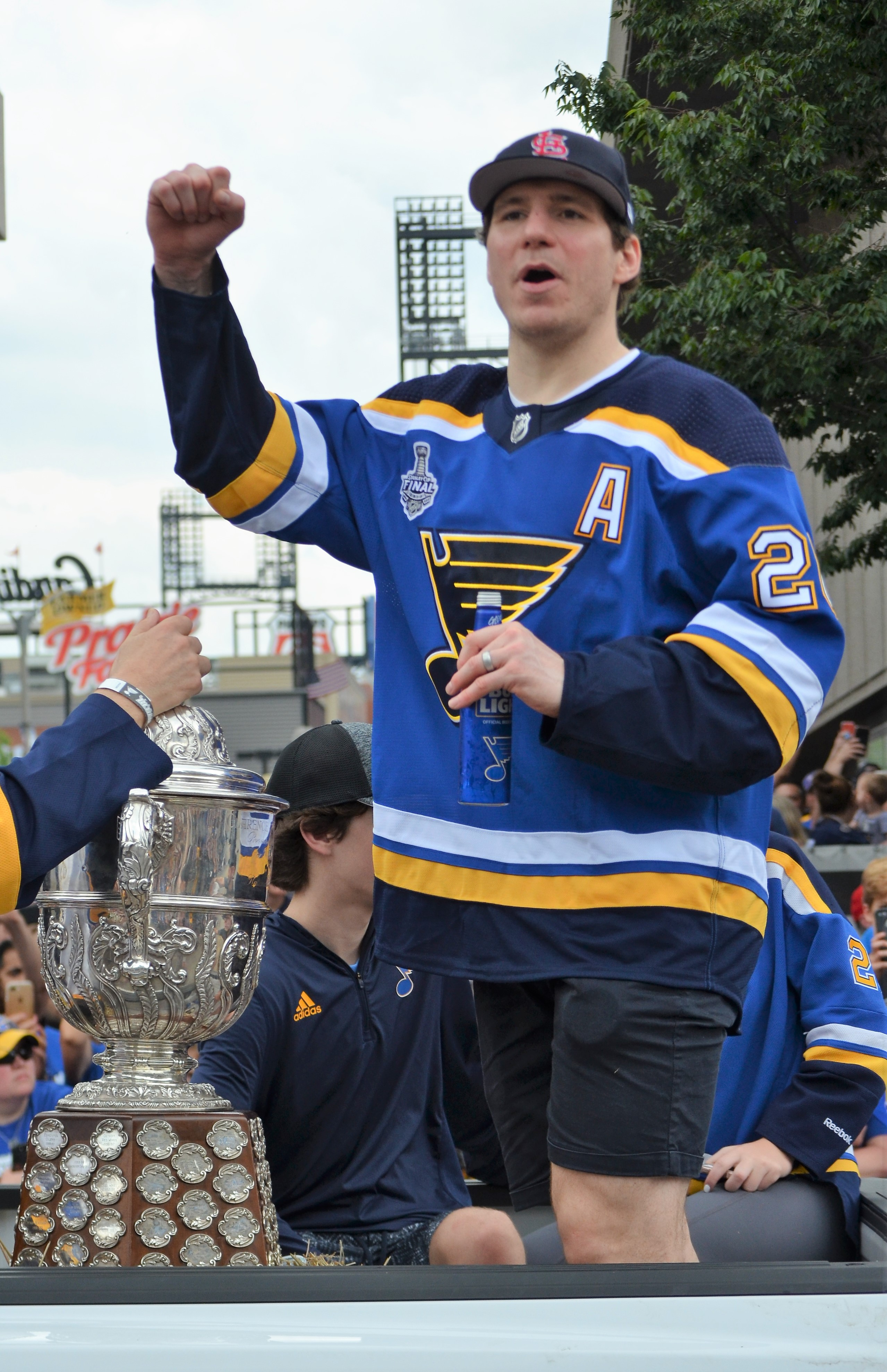
Александр во время чемпионского парада «Блюз» в 2019 года

Стин родился и до двенадцати лет жил в Виннипеге, где его отец Томас Стин выступал за «Виннипег Джетс». Томас набрал 817 очков в 950 матчах НХЛ и был капитаном «Виннипега». У Александра двойное шведское и канадское гражданство.
После возвращения в Швецию Стин начал выступать на молодёжном уровне. Начиная с сезона 2001/02 он провёл 189 матчей и набрал 82 очка за четыре года во «Фрёлунде» и «МОДО». На драфте НХЛ 2002 года Стин был выбран под общим 24-м номером клубом «Торонто Мейпл Лифс». С 2005 по 2008 годы Стин выступал за «Торонто», но команда ни разу не попала в плей-офф. 4 января 2007 года в игре против «Бостон Брюинз» Стин сделал хет-трик, добавив к нему ещё две результативные передачи. Осенью 2008 года, в начале очередного сезона, «Лифс» обменяли Александра в «Сент-Луис Блюз».
В сезоне 2009/10 Стин забросил 24 шайбы, что стало его лучшим результатом за карьеру. По окончании сезона он подписал с «Блюз» новый контракт на $ 13,5 млн за четыре года. В октябре 2013 года Стин был признан первой звездой месяца в НХЛ: в стартовых 10 играх сезона он забросил 11 шайб и набрал 16 очков. В декабре продлил контракт ещё на 3 года на сумму $ 17,4 млн.
В сезоне 2013/14 обновил личный снайперский рекорд, забросив 33 шайбы, и вошёл в топ-15 снайперов НХЛ. В сезоне 2014/15 набрал рекордные для себя 64 очка (24+40) в 74 матчах.
В сентябре 2016 года подписал 4-летний контракт на сумму $ 23 млн, который вступил в действие с сезона 2017/18.
В сезоне 2018/19 набрал 27 очков (10+17) в 65 матчах. В победном для «Блюз» плей-офф Кубка Стэнли Александр сыграл 26 матчей, в которых набрал 5 очков (2+3).
1 февраля 2020 года в родном Виннипеге сыграл 1000-й матч в регулярных сезонах НХЛ. Стин стал 13-м шведом, кто достиг этой отметки.
17 декабря 2020 года объявил о завершении карьеры игрока.

## Статистика
| Легенда | Легенда                    | Легенда | Легенда                   | Легенда | Легенда    |
| ------- | -------------------------- | ------- | ------------------------- | ------- | ---------- |
| И       | Количество проведённых игр | Штр     | Штрафное время            | +/−     | Плюс-минус |
| Г       | Голы                       | П       | Голевые передачи          | О       | Очки       |
| -       | Статистика неизвестна      | —       | Статистика не учитывалась |         |            |

## Достижения
| Год        | Команда      | Достижение                                   | Достижение |
| ---------- | ------------ | -------------------------------------------- | ---------- |
| 2001, 2002 | Фрёлунда U20 | Победитель молодёжного чемпионата Швеции (2) |            |

| Год  | Команда  | Достижение     | Достижение |
| ---- | -------- | -------------- | ---------- |
| 2003 | Фрёлунда | Чемпион Швеции |            |

| Год  | Команда | Достижение                        | Достижение |
| ---- | ------- | --------------------------------- | ---------- |
| 2014 | Швеция  | Серебряный призёр Олимпийских игр |            |

| Год  | Команда        | Достижение                          | Достижение |
| ---- | -------------- | ----------------------------------- | ---------- |
| 2019 | Сент-Луис Блюз | Обладатель Приза Кларенса Кэмпбелла |            |
| 2019 | Сент-Луис Блюз | Обладатель Кубка Стэнли             |            |

| Год        | Команда  | Достижение                           | Достижение |
| ---------- | -------- | ------------------------------------ | ---------- |
| 2003, 2004 | Фрёлунда | Обладатель приза «Аретс Джуниор» (2) |            |

| Год  | Команда            | Достижение                   | Достижение |
| ---- | ------------------ | ---------------------------- | ---------- |
| 2007 | Торонто Мейпл Лифс | Участник Матча молодых звёзд |            |

## Комментарии
1. ↑  Приз лучшему молодому игроку года в Швеции.